# Инаугурация Бориса Ельцина (1991)
Первая инаугурация Бориса Ельцина в качестве 1-го Президента РСФСР состоялась 10 июля 1991 года, во время заседания съезда народных депутатов РСФСР. Президентскую присягу проводил первый заместитель председателя Верховного Совета РСФСР Руслан Хасбулатов.
В связи со всероссийским референдумом о введении поста президента РСФСР 12 июня 1991 года были проведены первые выборы президента РСФСР, на которых победу одержал Борис Ельцин, набрав более 58 % голосов.

## Церемония
Первый заместитель председателя Верховного Совета РСФСР Руслан Хасбулатов пригласил избранного президента Бориса Николаевича Ельцина к трибуне, для принесения присяги. Подойдя к трибуне, Борис Ельцин положил правую руку на сердце и произнёс текст присяги, перед Конституцией РСФСР и Декларацией о государственном суверенитете РСФСР. 
Клянусь при осуществлении полномочий Президента Российской Советской Федеративной Социалистической Республики соблюдать Конституцию и законы РСФСР, защищать её суверенитет, уважать и охранять права и свободы человека и гражданина, права народов РСФСР и добросовестно исполнять возложенные на меня народом обязанности.
После присяги звучала «Патриотическая песня», которая являлась официальным гимном России в период с 23 ноября 1990 по 25 декабря 2000 года. Затем свою поздравительную речь произнесли патриарх Московский и всея Руси Алексий II и президент СССР Михаил Горбачёв.
Александр Руцкой, который был избран вице-президентом Российской Федерации, не принимал участие в церемонии и не принимал присягу, в отличие от американской традиции, но при этом присутствовал в качестве гостя.